# Batalla de Curzola
La batalla de Curzola se libró el 9 de septiembre de 1298 entre las flotas de Génova y Venecia. Es una de las muchas batallas libradas en los siglos XIII y XIV entre Pisa, Génova y Venecia en una larga serie de guerras por el control del Levante mediterráneo y el comercio.
La batalla tuvo lugar en los mares del sur de Dalmacia, en el canal entre la isla de Curzola (actualmente Korčula, Croacia) y la península de Sabbioncello. Los venecianos estaban dirigidos por el almirante Andrea Dandolo, hijo del dogo Giovanni Dandolo, y los genoveses por Lamba Doria, uno de los mejores marinos de la época. Aunque los genoveses estaban en inferioridad numérica, tenían el viento a favor y rodearon a los venecianos. Las naves de estos estaban tan juntas que el incendio de una de ellas se propagó rápidamente y, finalizada la batalla, habían perdido sesenta y cinco de sus noventa y cinco naves, entre capturadas y hundidas. Nueve mil hombres resultaron muertos o heridos, entre ellos Andrea Dandolo (de quien se cuenta que se suicidó golpeándose la cabeza contra el mástil) y otros cinco mil fueron hechos prisioneros.
Venecia sufrió grandes pérdidas, pero inmediatamente se las arregló para equipar otras 100 galeras y obtener condiciones de paz favorables que no obstaculizaron significativamente su poder y su prosperidad. El tratado se firmó en mayo de 1299 y actuó como mediador el nuevo señor de Milán, Mateo Visconti, lo que llevó al fin de la Guerra de Curzola.
Según una tradición posterior registrada por Giovanni Battista Ramusio, Marco Polo fue uno de los venecianos entre los prisioneros y su famoso libro fue dictado durante los pocos meses de su encarcelamiento. Sin embargo, si fue capturado durante esta batalla, en una operación menor cerca de Laiazzo (actual Ayas en la moderna Turquía) o en alguna otra refriega no documentada es algo que no está claro.
No obstante, la entusiasta población de Korčula acudió a recordar esta batalla cada septiembre, y a rendir homenaje a Marco Polo como uno de los leales soldados de Venecia que arriesgaron sus vidas en Dalmacia en defensa de la República.